# Падение Берлина
«Паде́ние Берли́на» — советский двухсерийный художественный фильм; киноэпопея, поставленная в 1949 году Михаилом Чиаурели по сценарию Петра Павленко. Съёмки проходили в СССР, Праге и на бывшей киностудии UFA в Бабельсберге. Яркий образец сталинианы в кино. Вышел на экраны 21 января, в лидерах проката 1950 года (3 место — 38,4 млн зрителей).
После ХХ съезда КПСС картина надолго исчезла с экранов.

## Сюжет

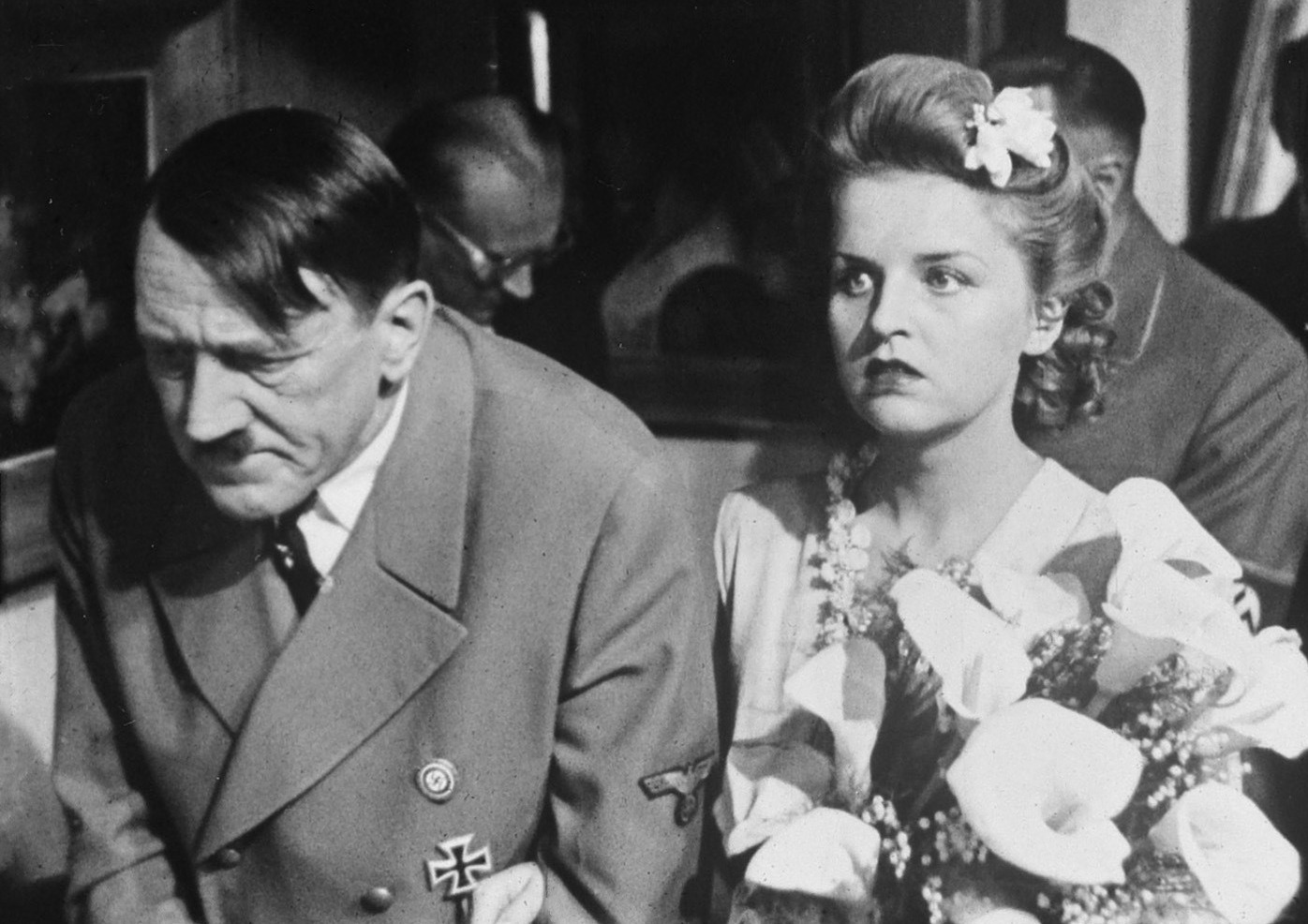
В. Савельев — Адольф Гитлер,
М. Новакова — Ева Браун

Киноэпопея главным образом охватывает события Великой Отечественной войны 1941—1945 гг. Действие начинается непосредственно перед войной. В исторический контекст вплетена сюжетная линия сталевара Алексея Иванова (Б. Андреев). В знак оценки трудовых заслуг главный герой попадает на приём к Сталину (М. Геловани) и в приватной беседе говорит ему о девушке, которая ему нравится. Продолжению отношений молодых людей не суждено состояться — начинается война. Алексей Иванов уходит добровольцем на фронт, а его невесту Наташу (М. Ковалёва) угоняют в немецкий плен. Важнейшие события войны, отражённые в фильме, показаны через личное участие в них Алексея: от военного парада в ноябре 1941 года у стен Кремля, Битвы за Москву, Сталинградской и Курской битв до взятия Берлина и водружения Знамени Победы над Рейхстагом.
На протяжении фильма Сталин руководит действиями советских войск, а Иванов в составе своей части с боями продвигается к Победе. В момент, когда советские войска штурмуют столицу Германии, Гитлер в своём бункере, сразу после бракосочетания с Евой Браун, кончает жизнь самоубийством. Алексей Иванов, теряя в последнем бою старых товарищей, своим огнём прикрывает Егорова и Кантарию, водружающих Знамя Победы.
В финальной сцене самолёт со Сталиным прилетает в Берлин и садится на площадь перед Рейхстагом. Кругом развеваются флаги. Сталин выходит из самолёта и идёт вдоль рядов бывших пленных. Его восторженно приветствуют люди разных национальностей — представители освобождённых народов Европы, в их числе и Алексей со своей подругой Наташей, повстречавшиеся в День Победы.

## В ролях
- Борис Андреев — Алексей Иванов
- Михаил Геловани — Сталин
- Юрий Тимошенко — Костя Зайченко
- Марина Ковалёва — Наташа Румянцева
- Владимир Савельев — Адольф Гитлер
- Владимир Кенигсон — генерал Кребс
- Максим Штраух — Молотов
- Николай Мордвинов — Берия[3] (в 1953 году изъят из фильма[4])
- Алексей Грибов — Ворошилов
- Николай Рыжов — Каганович
- Александр Ханов — Булганин
- Гавриил Белов — Калинин
- Рубен Симонов — Микоян
- Фёдор Блажевич — маршал Жуков
- Андрей Абрикосов — генерал Антонов
- Константин Барташевич — генерал армии Соколовский
- Сергей Блинников — маршал Конев
- Борис Ливанов — маршал Рокоссовский
- Владимир Любимов — маршал Василевский
- Борис Тенин — генерал-лейтенант Чуйков
- Михаил Сидоркин — генерал-майор Штеменко
- Олег Фрелих — Франклин Рузвельт, президент США
- Виктор Станицын — Уинстон Черчилль
- Мария Новакова — Ева Браун
- Ян Верих — Герман Геринг
- Николай Петрункин — Йозеф Геббельс
- Владимир Ренин — Рундштедт
- Николай Плотников — фон Браухич
- Владимир Покровский — Йодль
- Карел Роден — Чарльз Бедстон
- Мирослав Гомола — Гейнц Линге (в титрах — К. Гомола)
- Дмитрий Дубов — Егоров
- Георгий Татишвили — Кантария
- Верико Анджапаридзе — мать Ганса
- Николай Боголюбов — Хмельницкий
- Софья Гиацинтова — Антонина Ивановна, мать Иванова
- Евгения Мельникова — Лидия Николаевна, секретарь
- Дмитрий Павлов — Томашевич
- Андрей Петров — пилот
- Иван Соловьёв — Джонсон
- Тамара Носова — Катя
- Леонид Пирогов — Бирнс
- Григорий Михайлов — адъютант Чуйкова (нет в титрах)
- Всеволод Санаев — командир (нет в титрах)
- Георгий Милляр — немец с ребёнком в метро (нет в титрах)
- Виктор Ключарёв — эпизод
- Владимир Лебедев — эпизод

## Съёмочная группа
- Сценаристы: Пётр Павленко, Михаил Чиаурели
- Постановка: Михаил Чиаурели
- Главный оператор: Леонид Косматов
- Композитор: Дмитрий Шостакович
- Художники: Владимир Каплуновский, Алексей Пархоменко
- Звукооператор: Борис Вольский
- Режиссёры: Мери Анджапаридзе, П. Боголюбов, Б. Иванов, В. Швелидзе
- Операторы: Владимир Николаев, Иван Панов, Леонид Крайненков
- Художник по костюмам: Валентин Перелётов
- Художники-гримёры: Владимир Яковлев, А. Ермолов
- Монтажёр: Татьяна Лихачёва
- Комбинированные съёмки:
  - оператор — Борис Арецкий
  - художник — Людмила Александровская
- Текст песен: Евгений Долматовский
- Директор картины: Виктор Циргиладзе

## Критика и рецензии
Фильм — большое кинополотно об Отечественной войне — обесценен заметным влиянием культа личности.
— «Советские художественные фильмы. Аннотированный каталог», 1961
Кинокартина является примером мифологизации образа Сталина на экране: например, грандиозное и сказочное зрелище прибытия в Берлин на самолёте, тогда как в реальности свой единственный воздушный перелёт Сталин совершил на Тегеранскую конференцию в 1943 году. Особенность фильма и в том, что лица из партийно-правительственного окружения Сталина прямо не называются, все эти роли по сценарию безымянные.

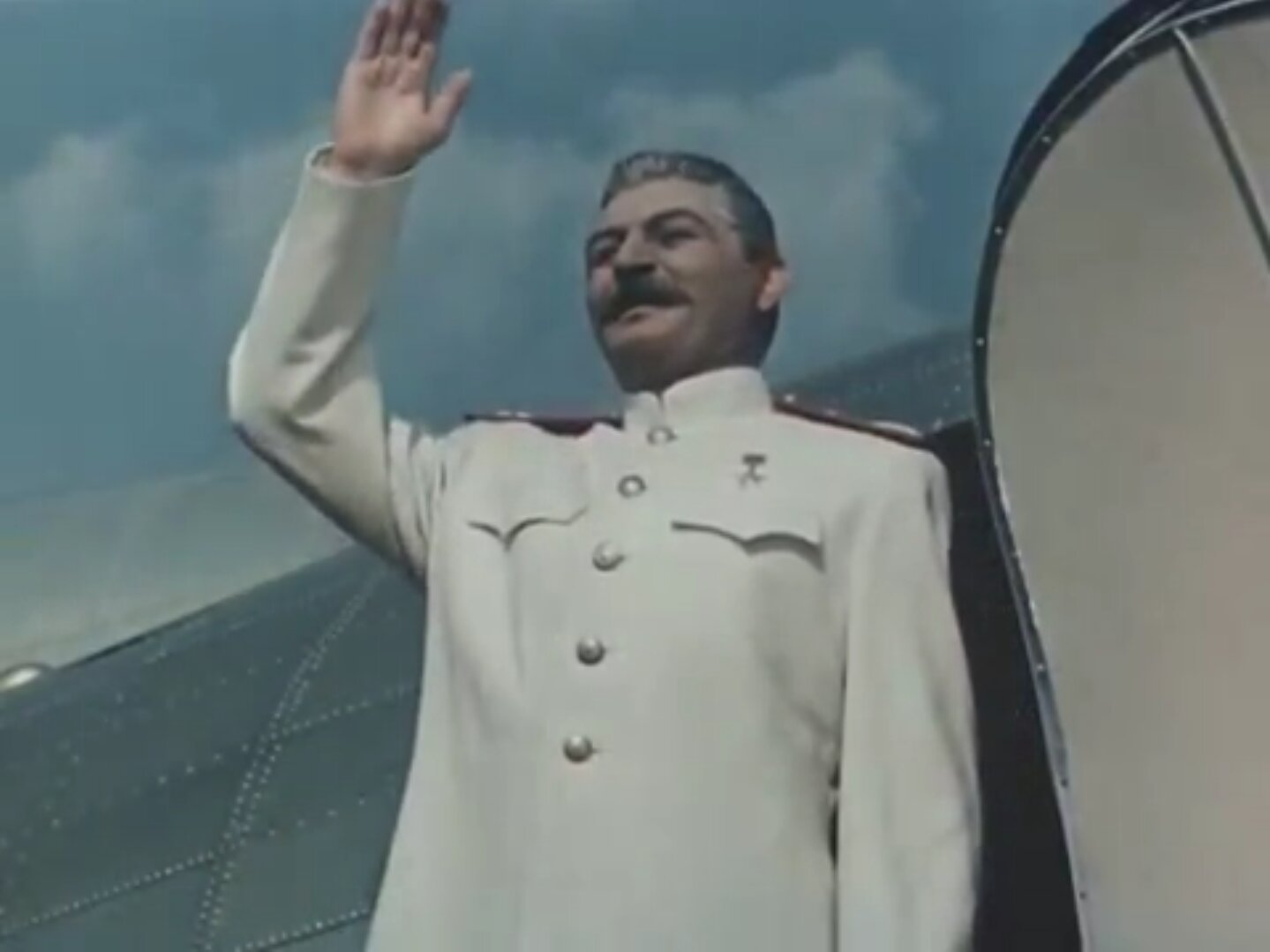
М. Геловани — Сталин, прилетевший в Берлин

…фильм состоит из чисто информативных, лишённых психологизма и плохо связанных с собой эпизодов.<…> особенно настойчиво авторы фильма пытаются раскрыть так называемый «полководческий гений» Сталина, якобы усвоившего традиции Суворова и Кутузова. Беседуя с Жуковым, он единолично ставит перед ним боевые задачи накануне штурма Берлина, показывает на карте направления главных ударов, определяет количество боевой техники.
— Арон Бернштейн, «Михаил Геловани» 1991
Картина заложила штампы изображения противника на советском экране: карикатурно, в позорных ситуациях, нравственно посрамлёнными, он одновременно бесноват и оперетточен.
После смерти Сталина фильм получил негативную оценку советского руководства. В частности, он упомянут в докладе Н. С. Хрущёва XX съезду КПСС:

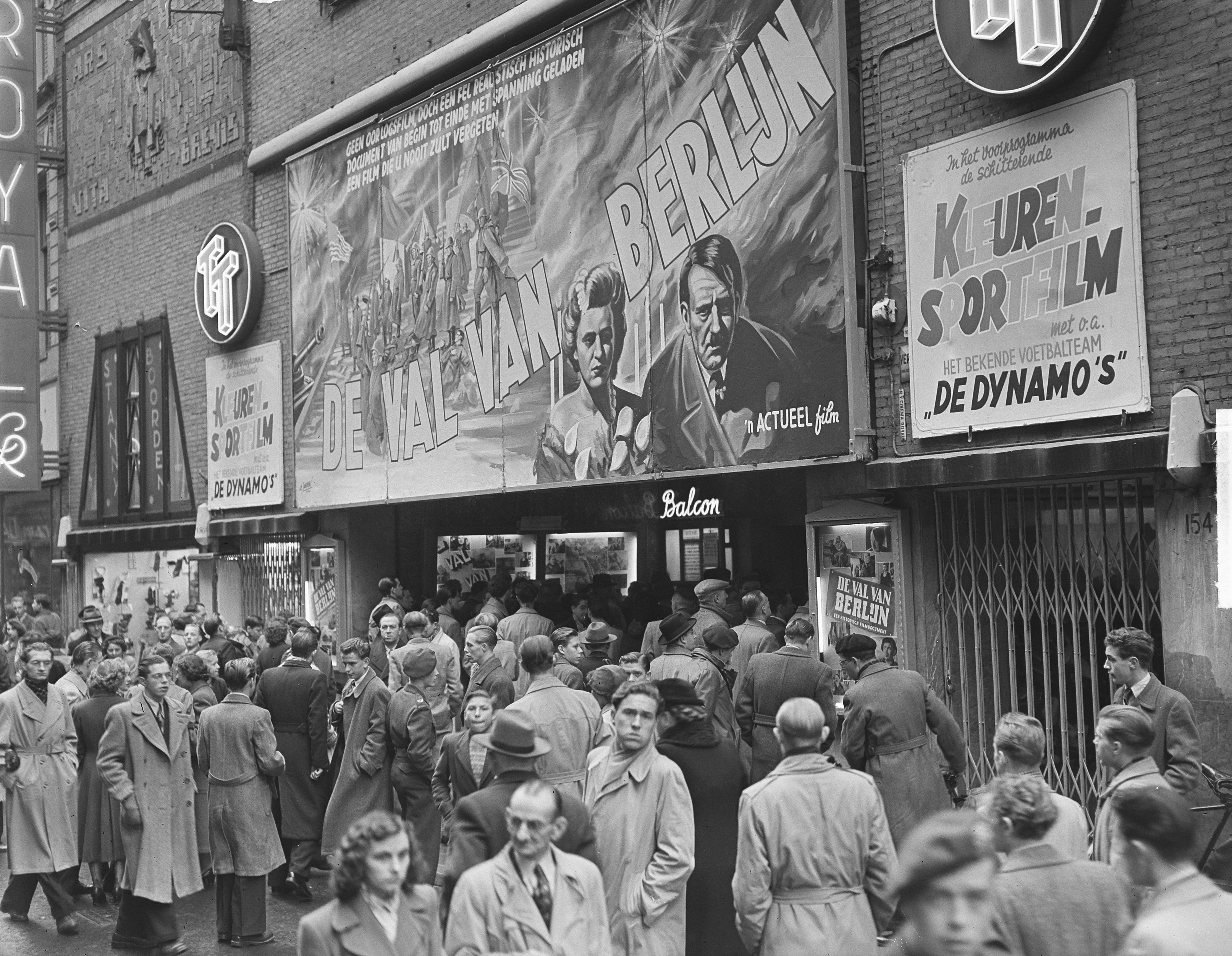
«Падение Берлина» в Королевском кинотеатре Амстердама. Декабрь 1950.
Фото: Joop van Bilsen / Anefo

Возьмём, например, наши исторические и военные фильмы, а также некоторые литературные произведения; от них становится тошно. Их истинной целью является развитие темы восхваления Сталина, как военного гения. Вспомним фильм «Падение Берлина». В нём действует только Сталин; он отдаёт приказы в зале, где много пустых стульев и только один человек подходит к нему и что-то докладывает — это Поскрёбышев, его верный оруженосец. (Смех в зале).
 Где же военное командование? Где Политбюро? Где правительство? Что они делают и чем они занимаются? Об этом в фильме ничего нет. Сталин действует за всех; он не считается ни с кем, не спрашивает совета ни у кого. Всё представлено народу в этом фальшивом свете. Почему? Для того, чтобы окружить Сталина славой, вопреки фактам и исторической правде.— Н. С. Хрущёв «Доклад на закрытом заседании ХХ съезда КПСС» 25 февраля 1956

## Премии и награды
- высшая награда 5-го международного кинофестиваля в Карловых Варах за лучший фильм «Хрустальный глобус» (1950)[11][12];
- постановочная группа из девяти человек и шесть исполнителей главных ролей были удостоены Сталинской премии I степени (1950)[13].